# Hugues Raimbaud
Hugues Raimbaud, né à une date et en un lieu inconnu et mort le 11 octobre 1405, était un évêque français qui fut évêque de Condom de 1401 à 1405. 

## Biographie
Bien que son lieu de naissance soit inconnu, Hugues Raimbaud est originaire du diocèse de Mende en Gévaudan.
Il est doyen de Larroumieu puis devient vicaire général de Condom où officie l'évêque Bernard Alamand lui aussi originaire du Gévaudan. À la mort d'Alamand, il est désigné comme son successeur.
Il meurt 4 ans plus tard.